# Katie Featherston
Katie Dianne Featherston (Houston, Texas, 20 de outubro de 1982) é uma atriz estadunidense. É bastante conhecida por protagonizar a série de filmes da franquia Atividade Paranormal.

## Biografia
Katie frequentou a Universidade Metodista Meridional no Texas ( Houston) onde estudou atuação. Ela obteve bachalerado em belas artes no ano de 2005 e depois mudou-se para Los Angeles.
A atriz se considera fã de filmes de terror e diz que seus filmes favoritos são: O exorcista, Candyman e Tubarão.

### Carreira
Katie, assim como seu colega de filme, Micah Sloat, responderam para um anúncio do elenco do filme Atividade Paranormal na Craigslist. O filme arrecadou mais de $100 milhões até hoje apesar de ser de baixo custo, aproximadamente U$15.000,00. Katie trabalhou como garçonete no Buca di Beppo (um restaurante americano especializado em comida italiana) na Universal CityWalk até o sucesso do filme Atividade Paranormal no fim de 2009.
Em outubro de 2009 Katie assinou com a "Agency for the Performing Arts"(APA).Ela é também representada pela Elevate Entertainment.

## Filmografia
- Private Lives (2005) como Shannon
- The Scorekeeper (2005) como Sally
- Mutation (2006) como Melissa
- Atividade Paranormal (2007) como Katie Featherston
- Walking Distance (2010) como Elspeth
- Atividade Paranormal 2 (2010) como Katie Featherston
- Atividade Paranormal 3 (2011) como Katie Featherston
- Atividade Paranormal 4 (2012) como Katie Featherston
- Atividade Paranormal: Marcados pelo Mal (2014) como Katie Featherston

### Televisão
- The River (ABC) (2012) como Rosetta 'Rabbit' Fischer

### Prêmios e Indicaçoes
- Mtv Movie Award de melhor performance assustada (indicada)
- screamfest horror festival film de melhor atriz (venceu)